# Henry Wellcome

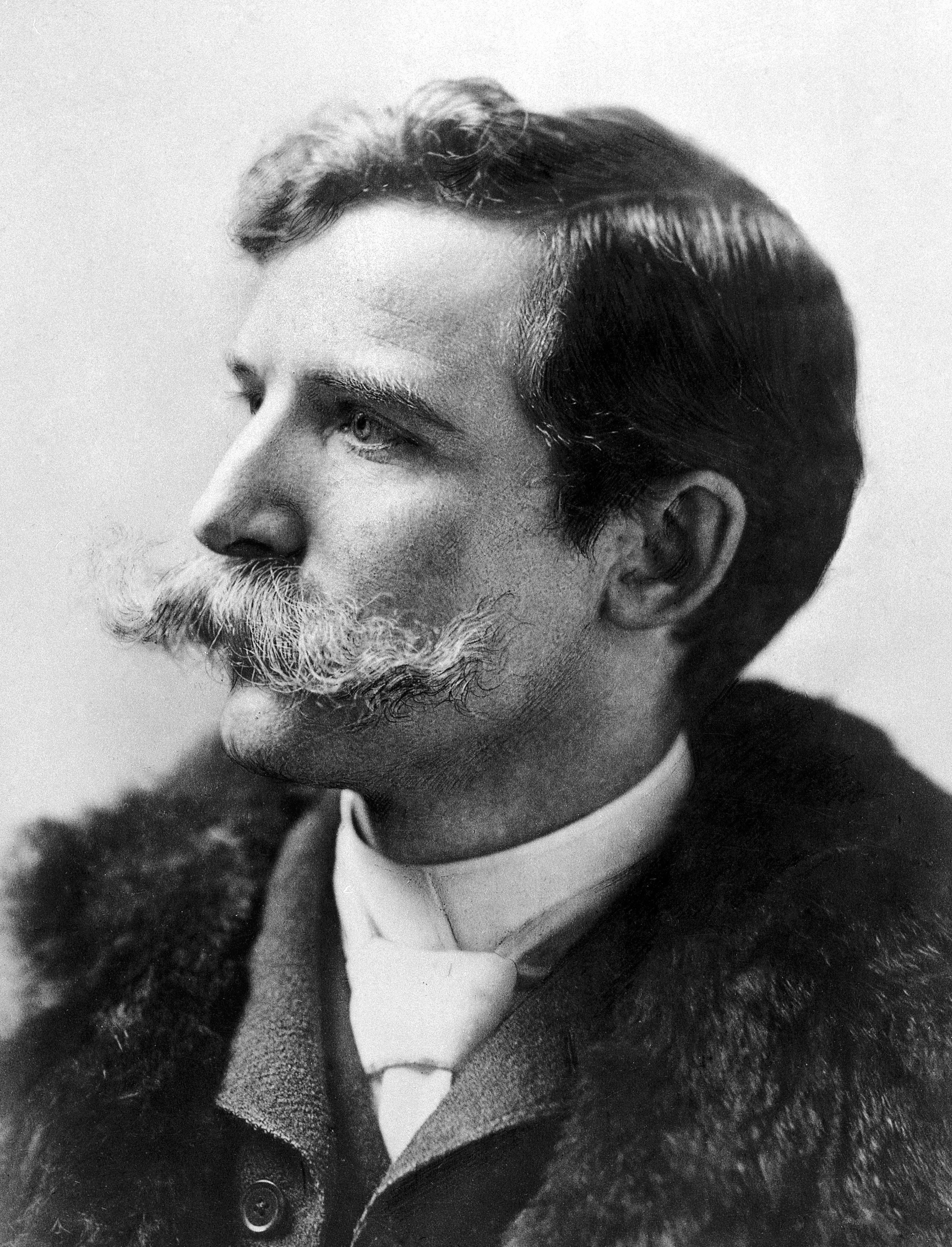
Henry Wellcome, 1890

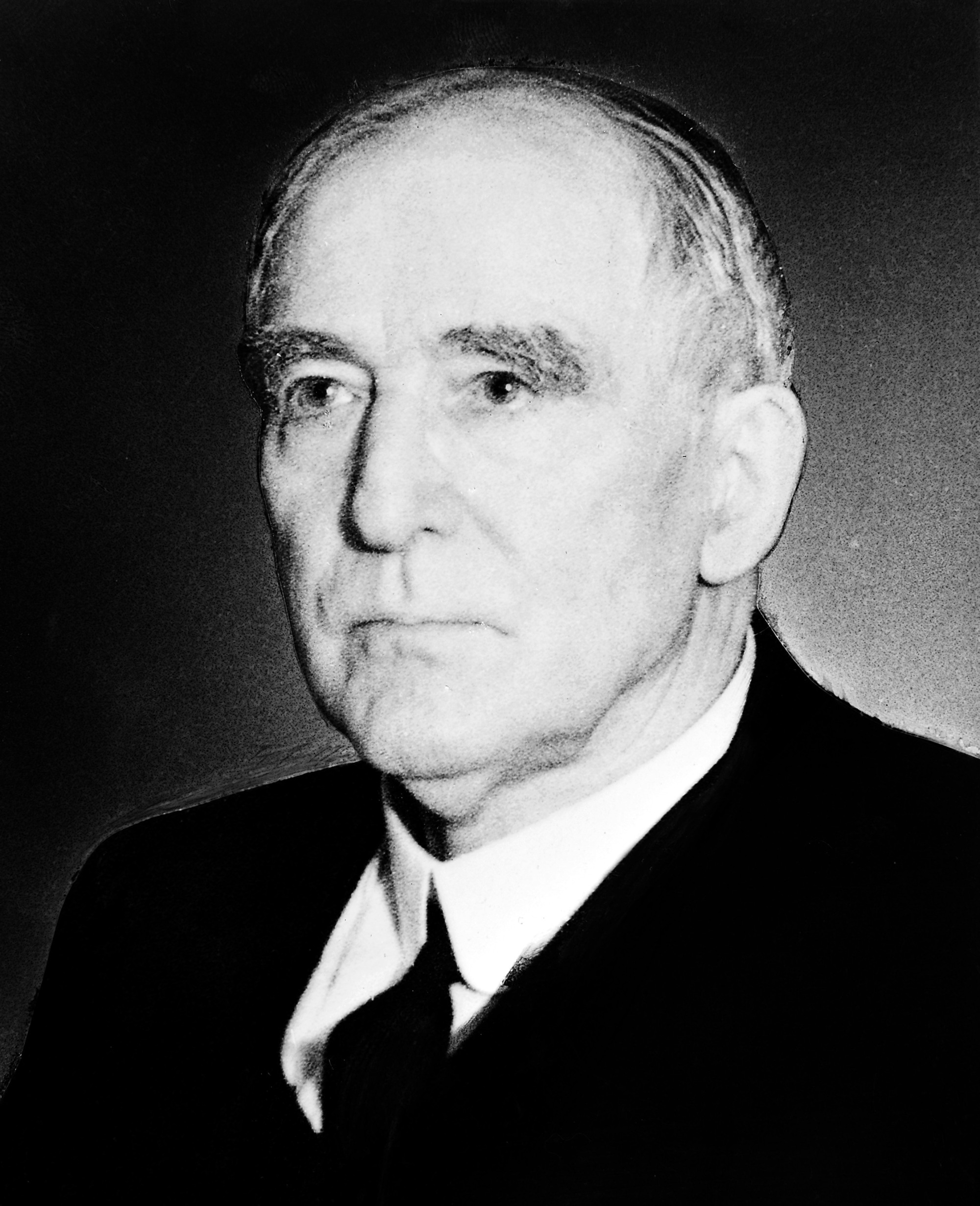
Henry Wellcome, 1930

Sir Henry Solomon Wellcome, FRS (* 21. August 1853 in Almond, Wisconsin; † 25. Juli 1936 in London), war ein britisch-amerikanischer Pharmazie-Unternehmer und Philanthrop.

## Familie und frühe Jahre
Henry Wellcome wurde in einer Blockhütte in Almond, Wisconsin, als Sohn von Mary Curtis Wellcome und ihrem Mann, Reverend Solomon C. Wellcome, geboren, einem Wanderprediger, der in einem Planwagen umherreiste. Er wuchs während des Sezessionskriegs im amerikanischen Grenzgebiet nach Westen auf. Der Vater war Mitglied der Zweiten Adventisten-Kirche sowie Freimaurer. Henry Wellcome wurde streng religiös erzogen, mit Bezügen zur Abstinenzbewegung; dadurch erlangte er eine Strenge und Zielstrebigkeit, die ihn sein Leben lang kennzeichnete.
Als Henry 13 Jahre alt war, eröffnete sein Vater gemeinsam mit seinem Onkel, einem Arzt, eine Drogerie in Garden City, Minnesota. Schon früh interessierte sich auch Henry für Medizin und ihren Verkauf. Mit 16 Jahren inserierte er im Garden City Herald für eine „unsichtbare Tinte“, die tatsächlich nur aus Zitronensaft bestand.

## Wellcome als Unternehmer
1870 übernahm Wellcome mit Unterstützung des Arztes William Worrall Mayo, der ihn auch in Chemie und Physik unterrichtete,  eine eigene Apotheke. Später arbeitete er als Vertreter für Pharmazie-Unternehmen und wurde nach Südamerika gesandt, um sich über dortige Heilpflanzen zu informieren. 1880 gründete er zusammen mit Silas Mainville Burroughs das Pharmazie-Unternehmen Burroughs Wellcome & Company. Sie führten 1884 in England den Verkauf von Medizin in Tablettenform unter dem Markennamen Tabloid ein; zuvor wurden Medikamente in flüssiger oder in Pulverform verkauft. Burroughs Wellcome & Company nutzte auch als erstes Unternehmen das Instrument des Direktmarketings und vergab Gratisproben an Ärzte.
1895 starb Silas Burroughs im Alter von 48 Jahren und hinterließ das Unternehmen seinem Kompagnon. Zu diesem Zeitpunkt war das Verhältnis der beiden sehr verschiedenen Männer schwierig geworden; sie sollen nicht mehr miteinander gesprochen haben. Die Firma florierte, und Henry Wellcome ließ mehrere Laboratorien einrichten, die mit seinem Unternehmen zusammenarbeiteten. Sein Wunsch, Forschung und Medizin zusammenzuführen, entstand auch deshalb, weil es 1894 in der Nähe seiner Heimatstadt eine Diphtherie-Epidemie gegeben hatte, bei der 55 Menschen, die meisten Kinder, gestorben waren. Die Entdeckungen von Robert Koch und Louis Pasteur bewegten Burroughs Wellcome & Company dazu, in großem Stile Diphtherie-Antitoxin zu produzieren.
1910 erhielt Wellcome die britische Staatsangehörigkeit. Im selben Jahr reiste er in die Panamakanalzone, um einen Bericht über die dortigen sanitären Einrichtungen zu verfassen. 1924 führte Wellcome seine kommerziellen und nicht-kommerziellen Aktivitäten in der Holding The Wellcome Foundation Ltd zusammen. 1932 wurde er zum Ritter geschlagen und zum Honorary Fellow der Royal College of Surgeons of England ernannt. Er starb 1936 im Alter von 82 Jahren in einem Londoner Krankenhaus an Lungenentzündung. Nach seinem Tod wurde der Wellcome Trust gegründet.
In seinem Testament bestimmte Henry Wellcome, dass das gesamte Kapital seines Unternehmens in verschiedene Stiftungen investiert werden solle. Nach der Einäscherung im Golders Green Crematorium war Wellcomes Urne bis 1987 verschollen. Nach ihrer Wiederentdeckung wurde Wellcomes Asche im Kirchhof der St. Paul’s Cathedral in London beigesetzt.

## Privates
1901 heiratete Henry Wellcome Gwendoline Maud Syrie Barnardo, die Tochter des Waisenhaus-Gründers Thomas John Barnardo. Das Paar bekam 1903 einen gemeinsamen Sohn, Henry Mounteney Wellcome, der im Alter von drei Jahren zu Pflegeeltern gegeben wurde. Es wird angenommen, dass er damals krank war, und seine Eltern waren viel auf Reisen. Die Ehe verlief unglücklich – Henry war streng und humorlos, Syrie wesentlich jünger und lebenslustig – und 1909 trennten sich die Eheleute. Wellcome, der Arbeiter mit einem Stock schlug, die er beim Schlafen erwischte, soll auch seine Frau mit einer Peitsche geschlagen haben. Nachdem Syrie Wellcome mehrere Affären hatte, unter anderen mit dem Kaufhausbesitzer Harry Gordon Selfridge und dem Schriftsteller William Somerset Maugham, mit dem sie die Tochter Mary hatte und den sie später heiratete, reichte Wellcome 1915 die Scheidung ein und nannte Maugham als Scheidungsgrund. Das erregte viel öffentliche Aufmerksamkeit, die Wellcome gerne vermieden hätte. Henry Wellcome erhielt das Sorgerecht für den Sohn Henry, was seine ehemalige Frau niemals anfocht. Er erwähnte den Namen seiner Ex-Frau nie mehr, und die missglückte Ehe soll ihn noch strenger gemacht haben als zuvor.
Nach Wellcomes Tod 1936 berichtete die Zeitung Liverpool Echo, dass er drei Katzen besaß, die in seinem Stadthaus in London lebten. Er selbst habe in den letzten zehn Jahren lediglich drei Wochen in dem palastartigen Gebäude verbracht, und die Möbel seien in braunes Papier gehüllt und mit Beschriftungen versehen. Wenn Wellcome in London war, habe er in einem Hotel gewohnt. Sonntags habe er die Katzen besucht und das Haus inspiziert.
Syrie Wellcome hatte die „Grausamkeit“ ihres Mannes beklagt, und nach seinem Tod wurde der größte Teil seiner persönlichen Papiere von seinen Mitarbeitern vernichtet, um nicht an dem Image von Wellcome als reinem Wohltäter zu rütteln. Eine 1940 von einem Mitarbeiter erstellte Biografie verschwand im Giftschrank, da sie offensichtlich zu ehrlich geschrieben war. Heute ist sie in der Wellcome Library einsehbar.

## Der Wellcome Trust
Nach seinem Tod war es durch Wellcomes letzten Willen möglich, eine globale Stiftung namens Wellcome Trust zur Verbesserung der Gesundheit von Mensch und Tier einzurichten. Während der Jahrzehnte ihres Bestehens entwickelte sich die Organisation zur größten Wohlfahrtseinrichtung in Großbritannien; sie unterstützt Einrichtung der Biochemie, des Technologietransfers, des öffentlichen Engagements und der Bioethik. Die Stiftung vergibt Zuschüsse und Stipendien für die Forschung, die in nutzbare Gesundheitsprodukte mündet. Die Stiftung gibt jährlich 600 Millionen Pfund für die Ausbildung in medizinischer Forschung aus.

## Sammlung

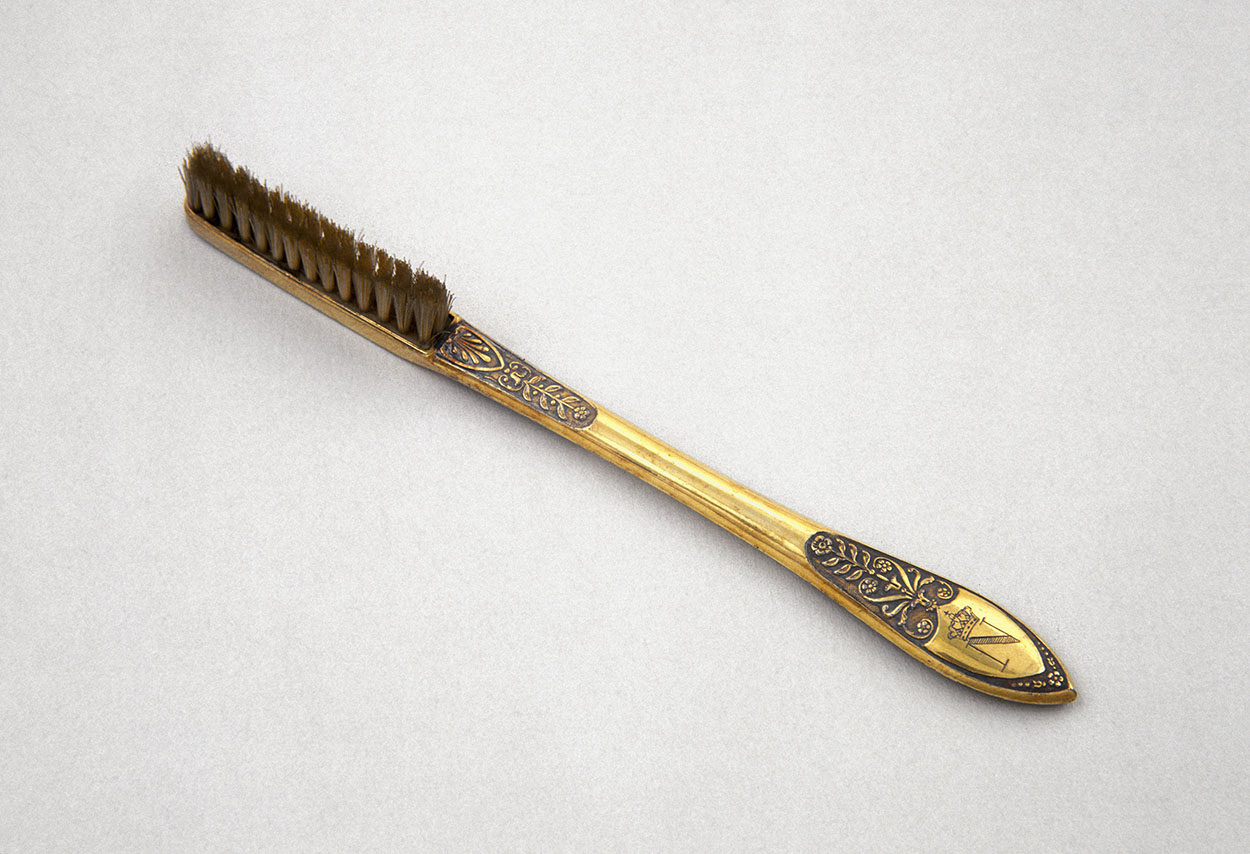
Diese Zahnbürste von Napoleon Bonaparte gehörte zu Wellcomes Sammlung.

Henry Wellcomes Leidenschaft war das Sammeln von historischen medizinischen Gegenständen mit dem Ziel, ein Museum einzurichten. Er kaufte nahezu jedes Objekt, das mit Medizin in Verbindung stand, darunter eine Zahnbürste von Napoleon Bonaparte. Zum Zeitpunkt seines Todes umfasste seine Sammlung rund eine Million Objekte, darunter 125.000 mit medizinischem Bezug; die anderen wurden nach seinem Tod verkauft. Zudem war er ein begeisterter Archäologe und unternahm mehrere Jahre lang Grabungen am Berg Muya im Sudan, für die er rund 4000 Arbeiter anheuerte. Ziel des bibeltreuen Wellcome war, nachzuweisen, dass die Thesen der Evolution falsch seien und die weiße Rasse aus Afrika stamme. Er war einer der ersten, der Kite Aerial Photography für die Ausgrabungen nutzte; davon überlieferte Bilder liegen in der Wellcome Library.
Teile von Wellcomes Sammlung werden seit 1976 im Londoner Science Museum ausgestellt. Seine Bücher, Gemälde, Zeichnungen, Fotografien und weiteres mehr sind in der Wellcome Library zugänglich. Ein weiterer Teil seiner Sammlung ist in der Ausstellung The Man zu sehen, die ab 2014 wieder in der Wellcome Collection gezeigt wird.

## Publikationen
- The story of Metlakahtla. Saxon, London / New York 1887.
- The Evolution of Urine Analysis. An historical sketch of the clinical examination of urine. Lecture memoranda, British Medical Association. Burroughs, Wellcome & Co., Birmingham 1911.
- Jebel Moya. 1949.